# Stezka Českem

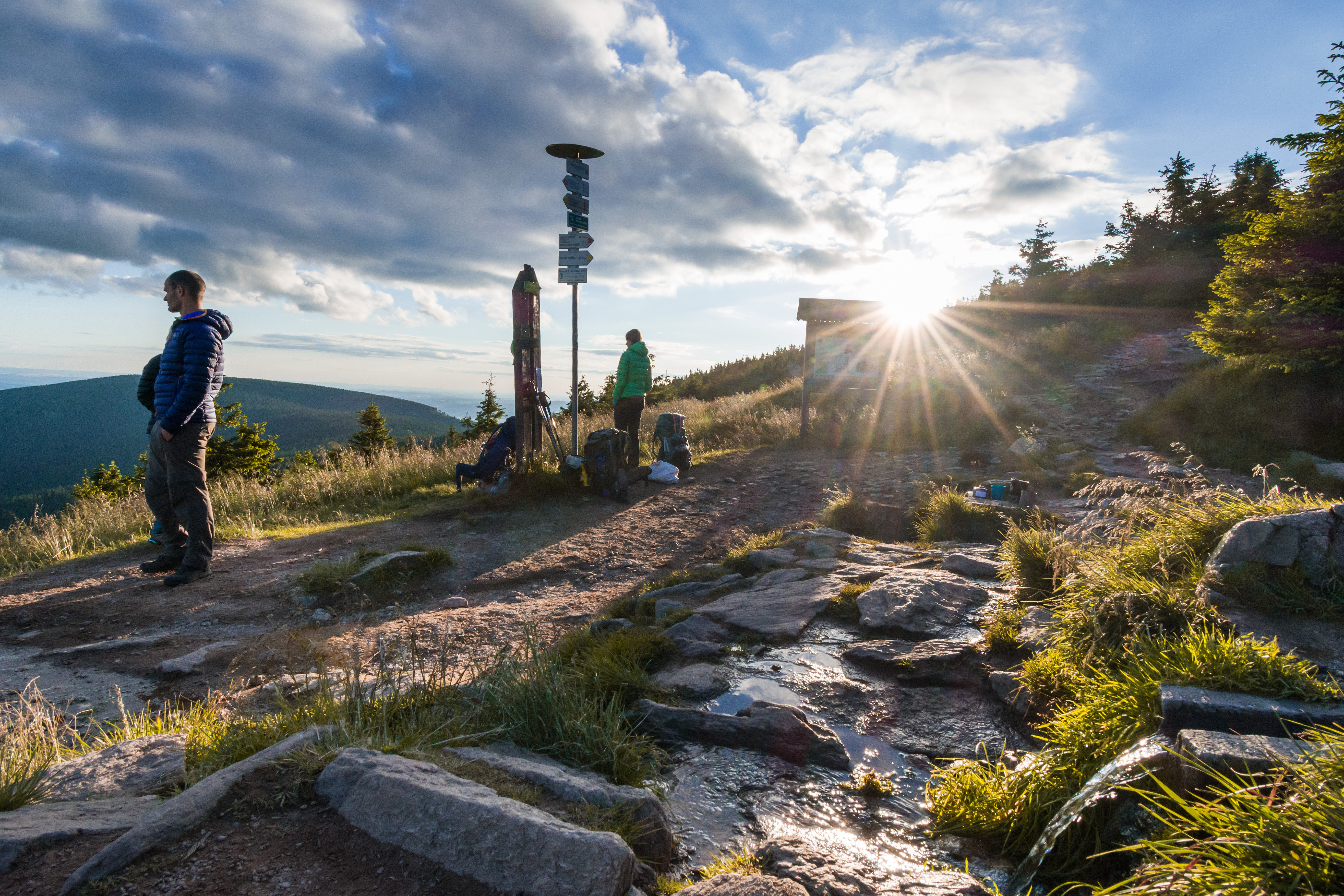
U pramene řeky Moravy

Stezka Českem (původně Cesta Českem[zdroj?]) je dálková turistická trasa v Česku. Jedná se o oficiální dálkový přechod od nejzápadnějšího k nejvýchodnějšímu bodu České republiky. Trasa má dvě větve, severní a jižní, obě mají přibližně 1000 km. Stezka Českem je nekomerční projekt, jehož motto je ... může jít každý. Stezka je zařazena do mezinárodního systému dálkových tras ERA. 

## Historie
Turistický projekt založil v září 2020 Martin Úbl s přáteli. Myšlenkou bylo vytvořit trasu, která povede přes celé území České republiky a jež by se svým zajištěním a volně dostupnou podporou podobala světovým dálkovým trekům (nápad na vytvoření treku se zrodil během přechodu Great Divide Trail). Jako první vznikly webové stránky se všemi informacemi a k nim i facebooková skupina, později byl přidán i profil na Instagramu. Zakladatelé projektu oslovili ke spolupráci Klub českých turistů a agenturu CzechTourism. 
V roce 2021 se Klub českých turistů rozhodl Stezku vyznačit pomocí směrovníků, samotné značení bylo provedeno v dubnu a květnu 2022. Od roku 2022 je Stezka zařazena do největší světové aplikace dálkových tras FarOut. V červenci a srpnu 2022 odvysílal o Stezce sérii každodenních reportáží Český rozhlas Radiožurnál, kdy 10 reportérů štafetově prošlo současně obě větve od 11. července do 14. srpna. Stezka Českem přinesla do Čech systém Andělů na stezce, Stezkaři vítáni, itineráře, Milníky stezky a další. V roce 2023 natočila Česká televize desetidílný dokumentární seriál Stezka Českem o přechodu severní větve trasy. Průvodce seriálu, herec Miroslav Vladyka, v něm představil nejen nejzajímavější místa na trase, ale i příběhy lidí, kteří stezku šli či jsou s ní spojení, například Trail Angels, tedy dobré duše, které cestovatelům poskytují nocleh, zázemí pro hygienu či jídlo a pití. Seriál vznikl s přispěním České centrály cestovního ruchu – Czech Tourism, Sportovního klubu vozíčkářů Praha, krajů a krajské centrály cestovního ruchu.
V lednu roku 2024 byl spuštěn společně s Ministerstvem školství, mládeže a tělovýchovy projekt Stezka Českem pro školy, jehož cílem je ukázat krásy putování po Čechách i dětem na školách. První rok se do projektu přihlásilo více než 120 škol z celé ČR.

## Trasy
Severní trasa je vedena podél severní hranice České republiky postupně přes nejvyšší pohoří Smrčiny, Krušné hory, Národní park České Švýcarsko, Lužické hory, Jizerské hory, Krkonoše, Adršpašsko-teplické skály, Broumovská vrchovina, Orlické hory, Králický Sněžník (pohoří), Hrubý Jeseník, Rychlebské hory a Beskydy. Je rozdělena do deseti etap dle jednotlivých pohoří. 
Jižní trasa Stezky Českem vede přes pohoří Smrčiny, Český les, Šumava, Novohradské hory, Českou Kanadu, Národní park Podyjí, Bílé Karpaty a Beskydy. 
Cesta vede i částečně územím Německa, Polska (např. v Krkonoších) a Slovenska (Bílé Karpaty). Celá Stezka měří 2000 km. Stezku značí, propaguje a řídí spolek Stezka Českem.